# Seriana peshawarensis
Seriana peshawarensis är en insektsart som först beskrevs av M. Firoz Ahmed 1969.  Seriana peshawarensis ingår i släktet Seriana och familjen dvärgstritar. Inga underarter finns listade i Catalogue of Life.